# Ljusgrund (vid Härkmeri, Kristinestad)
Ljusgrund är en ö i Finland.   Den ligger i den ekonomiska regionen  Sydösterbotten och landskapet Österbotten, i den sydvästra delen av landet, 290 km nordväst om huvudstaden Helsingfors. Arean är 0,29 kvadratkilometer.
Terrängen på Ljusgrund är mycket platt. Den sträcker sig 1,1 kilometer i nord-sydlig riktning, och 0,4 kilometer i öst-västlig riktning.